# 2000년대 오리콘 CD 음반 차트 1위

#### 2000년
| 1월 - 1월 3일 - SPEED 『Carry On my way』 - 1월 10일 - (미발표) - 1월 17일 - MISIA 『LOVE IS THE MESSAGE』 (1월 앨범차트 1위) - 1월 24일 - MISIA 『LOVE IS THE MESSAGE』 (2주 연속) - 1월 31일 - SNAIL RAMP 『FRESH BRASH OLD MAN』 2월 - 2월 7일 - 아무로 나미에 『GENIUS 2000』 - 2월 14일 - 아무로 나미에 『GENIUS 2000』 (2주 연속) - 2월 21일 - 스즈키 아미 『infinity eighteen vol. 1』 - 2월 28일 - DREAMS COME TRUE 『DREAMS COME TRUE GREATEST HITS "THE SOUL"』 3월 - 3월 6일 - B'z 『B'z The "Mixture"』 (2월 앨범차트 1위) - 3월 13일 - hide 『BEST ~PSYCHOMMUNITY~』 - 3월 20일 - aiko 『桜の木の下』 - 3월 27일 - Every Little Thing 『eternity』 4월 - 4월 3일 - JUDY AND MARY 『FRESH』 (3월 앨범차트 1위) - 4월 10일 - 시이나 링고 『勝訴ストリップ』 (4월 앨범차트 1위) - 4월 17일 - 시이나 링고 『勝訴ストリップ』 - 4월 24일 - 시이나 링고 『勝訴ストリップ』 (3주 연속) 5월 - 5월 1일 - MISIA 『MISIA REMIX 2000 LITTLE TOKYO』 - 5월 8일 - 『プッチベスト 〜黄青あか〜』 - 5월 15일 - 『プッチベスト 〜黄青あか〜』 (2주 연속) - 5월 22일 - TUBE 『TUBEst III』 - 5월 29일 - KinKi Kids 『KinKi Single Selection』 (5월 앨범차트 1위) 6월 - 6월 5일 - 코야나기 유키 『Koyanagi the Covers PRODUCT 1』 - 6월 12일 - 오카모토 마요 『MAYO OKAMOTO BEST RISEⅠ』 - 6월 19일 - SADS 『BABYLON』 - 6월 26일 - Cocco 『ラプンツェル』 | 7월 - 7월 3일 - 히라이 켄 『THE CHANGING SAME』 - 7월 10일 - 쿠라키 마이 『delicious way』 (2000년 앨범차트 1위) - 7월 17일 - 쿠라키 마이 『delicious way』 (2주 연속) - 7월 24일 - 유즈 『ゆずマンの夏』 - 7월 31일 - DA PUMP 『BEAT BALL』 8월 - 8월 7일 - 19 『無限大』 - 8월 14일 - 『SUPER EUROBEAT\|SUPER EUROBEAT VOL.110 〜MILLENNUIM ANNIVERSARY NON-STOP MEGAMIX』 - 8월 21일 - V6 『"HAPPY" Coming Century, 20th Century Forever』 - 8월 28일 - 『SUPER EUROBEAT VOL.110 〜MILLENNUIM ANNIVERSARY NON-STOP MEGAMIX』 9월 - 9월 4일 - 코야나기 유키 『Expansion』 (8월 앨범차트 1위) - 9월 11일 - L'Arc~en~Ciel 『REAL』 - 9월 18일 - L'Arc~en~Ciel 『REAL』 (2주 연속) - 9월 25일 - 시이나 링고 『絶頂集』 10월 - 10월 2일 - 『Image』 - 10월 9일 - 하마사키 아유미 『Duty』 (9·10월 앨범차트 1위) - 10월 16일 - 하마사키 아유미 『Duty』 - 10월 23일 - 하마사키 아유미 『Duty』 - 10월 30일 - 하마사키 아유미 『Duty』 (4주 연속) 11월 - 11월 6일 - 야이다 히토미 『daiya-monde』 - 11월 13일 - 유즈 『トビラ』 - 11월 20일 - 하마다 쇼고 『The History of Shogo Hamada "Since1975"』 - 11월 27일 - 비틀즈 『1』 12월 - 12월 4일 - 사잔 올 스타즈 『バラッド3 ~The Album of Love~』 (11월 앨범차트 1위) - 12월 11일 - GLAY 『Drive ~GLAY Complete Best~』 - 12월 18일 - B'z 『ELEVEN』 (12월 앨범차트 1위) - 12월 25일 - KinKi Kids 『D album』 |

#### 2001년
| 1월 - 1월 1일 - LUNA SEA 『PERIOD ~THE BEST SELECTION~』 - 1월 8일 - (미발표) - 1월 15일 - V6 『Very best』 - 1월 22일 - LOVE PSYCHEDELICO 『THE GREATEST HITS』 - 1월 29일 - LOVE PSYCHEDELICO 『THE GREATEST HITS』 (2주 연속) 2월 - 2월 5일 - 아라시 『ARASHI No.1〜嵐は嵐を呼ぶ〜』 - 2월 12일 - 모닝구무스메 『ベスト! モーニング娘。1』 (1월 앨범차트 1위) - 2월 19일 - JUDY AND MARY 『Warp』 (2월 앨범차트 1위) - 2월 26일 - ZARD 『時間の翼』 3월 - 3월 5일 - Do As Infinity 『NEW WORLD』 - 3월 12일 - DA PUMP 『Da Best of Da Pump』 - 3월 19일 - 오니츠카 치히로 『Insomnia』 - 3월 26일 - L'Arc~en~Ciel 『Clicked Singles Best 13』 4월 - 4월 2일 - SMAP 『SMAP Vest』 - 4월 9일 - 우타다 히카루 『Distance』 (2001년 앨범차트 1위) (3월 앨범차트 1위) - 4월 16일 - 하마사키 아유미 『A BEST』 - 4월 23일 - 우타다 히카루 『Distance』 (통산 2주) - 4월 30일 - 탄포포, 풋치모니, 미니모니, 나카자와 유코 『Together!－タンポポ·プッチ·ミニ·ゆうこ-』 5월 - 5월 7일 - MISIA 『MARVELOUS』 (4월 앨범차트 1위) - 5월 14일 - MISIA 『MARVELOUS』 (2주 연속) - 5월 21일 - Shela 『COLORLESS』 - 5월 28일 - 오다 카즈마사 『LOOKING BACK 2』 6월 - 6월 4일 - JUDY AND MARY 『The Great Escape -COMPLETE BEST-』 (5월 앨범차트 1위) - 6월 11일 - 스즈키 아미 『FUN for FAN』 - 6월 18일 - 고스페라즈 『Love Notes』 (6월 앨범차트 1위) - 6월 25일 - 고스페라즈 『Love Notes』 (2주 연속) | 7월 - 7월 2일 - aiko 『夏服』 - 7월 9일 - aiko 『夏服』 (2주 연속) - 7월 16일 - 쿠라키 마이 『Perfect Crime』 - 7월 23일 - Mr.Children 『Mr.Children 1992-1995』 (7월 앨범차트 1위) - 7월 30일 - Mr.Children 『Mr.Children 1992-1995』 (2주 연속) 8월 - 8월 6일 - KinKi Kids 『E album』 - 8월 13일 - V6 『Volume 6』 - 8월 20일 - SMAP 『pamS』 - 8월 27일 - 머라이어 캐리 『Glitter』 (8월 앨범차트 1위) 9월 - 9월 3일 - 타케우치 마리야 『Bon Appetit!』 (9월 앨범차트 1위) - 9월 10일 - 타케우치 마리야 『Bon Appetit!』 (2주 연속) - 9월 17일 - Cocco 『ベスト+裏ベスト and 未發表曲集』 - 9월 24일 - Cocco 『ベスト+裏ベスト and 未發表曲集』 (2주 연속) 10월 - 10월 1일 - Do As Infinity 『DEEP FOREST』 (10월 앨범차트 1위) - 10월 8일 - 하마사키 아유미 『Super Eurobeat presents Ayu-ro mix 2』 - 10월 15일 - 스가 시카오 『Sugarless』 - 10월 22일 - 『Woman 2』 - 10월 29일 - 『Woman 2』 (2주 연속) 11월 - 11월 5일 - 백스트리트 보이즈 『The Hits: Chapter One』 - 11월 12일 - 야이다 히토미 『Candlize』 - 11월 19일 - CHEMISTRY 『The Way We Are』 (11월 앨범차트 1위) - 11월 26일 - 마츠토야 유미 『sweet,bitter sweet～YUMING BALLAD BEST』 12월 - 12월 3일 - 마츠토야 유미 『sweet,bitter sweet～YUMING BALLAD BEST』 (2주 연속) - 12월 10일 - GLAY 『ONE LOVE』 (12월 앨범차트 1위) - 12월 17일 - DREAMS COME TRUE 『monkey girl odyssey』 - 12월 24일 - My Little Lover 『Singles』 - 12월 31일 - w-inds. 『w-inds.~1st message~』 |

#### 2002년
| 1월 - 1월 7일 - (미발표) - 1월 14일 - 하마사키 아유미 『I am...』 (1월 앨범차트 1위) - 1월 21일 - LOVE PSYCHEDELICO 『LOVE PSYCHEDELIC ORCHESTRA』 - 1월 28일 - LOVE PSYCHEDELICO 『LOVE PSYCHEDELIC ORCHESTRA』 (2주 연속) 2월 - 2월 4일 - 『Various Artists featuring Song+Nation』 - 2월 11일 - 히토미 『huma-rhythm』 (2월 앨범차트 1위) - 2월 18일 - Tommy february6 『Tommy february6』 - 2월 25일 - Tommy february6 『Tommy february6』 (2주 연속) 3월 - 3월 4일 - BUMP OF CHICKEN 『Jupiter』 - 3월 11일 - MISIA 『MISIA GREATEST HITS』 (3월 앨범차트 1위) - 3월 18일 - MISIA 『MISIA GREATEST HITS』 (2주 연속) - 3월 25일 - 보아 《LISTEN TO MY HEART》 4월 - 4월 1일 - Do As Infinity 『Do The Best』 (4월 앨범차트 1위) - 4월 8일 - 모닝구무스메 『4th「いきまっしょい!」』 - 4월 15일 - 게쓰메이시 『ケツノポリス2』 - 4월 22일 - 게쓰메이시 『ケツノポリス2』 (2주 연속) - 4월 29일 - 몽골800 『MESSAGE』 5월 - 5월 6일 - 오다 카즈마사 『自己ベスト』 (5월 앨범차트 1위) - 5월 13일 - 오다 카즈마사 『自己ベスト』 (2주 연속) - 5월 20일 - Mr.Children 『It's a Wonderful World』 - 5월 27일 - 아이우치 리나 『POWER OF WORDS』 6월 - 6월 3일 - 도쿄 스카 파라다이스 오케스트라 《Stompin' On Down Beat Alley》 - 6월 10일 - 시이나 링고 『唄ひ手冥利 ～其ノ壱～』 (6월 앨범차트 1위) - 6월 17일 - 『2002 FIFA World Cup Official Album ~Songs of Korea/Japan~』 - 6월 24일 - 시마타니 히토미 『シャンティ』 | 7월 - 7월 1일 - 우타다 히카루 『DEEP RIVER』 (2002년 앨범차트 1위) (7월 앨범차트 1위) - 7월 8일 - 우타다 히카루 『DEEP RIVER』 (2주 연속) - 7월 15일 - B'z 『GREEN』 - 7월 22일 - 하지메 지토세 『ハイヌミカゼ』 - 7월 29일 - 하지메 지토세 『ハイヌミカゼ』 (2주 연속) 8월 - 8월 5일 - RIP SLYME 『TOKYO CLASSIC』 (8월 앨범차트 1위) - 8월 12일 - RIP SLYME 『TOKYO CLASSIC』 (2주 연속) - 8월 19일 - 도모토 츠요시 『ROSSO E AZZURRO』 - 8월 26일 - RIP SLYME 『TOKYO CLASSIC』 (통산 3주) 9월 - 9월 2일 - 풋치모니 『ぜんぶ! プッチモニ』 - 9월 9일 - 나카시마 미카 『TRUE』 (9월 앨범차트 1위) - 9월 16일 - hitomi 『Self Portrait』 - 9월 23일 - 스피츠 『三日月ロック』 - 9월 30일 - GLAY 『UNITY ROOTS & FAMILY,AWAY』 10월 - 10월 7일 - MISIA 『KISS IN THE SKY』 (10월 앨범차트 1위) - 10월 14일 - MISIA 『KISS IN THE SKY』 (2주 연속) - 10월 21일 - 이나바 코시 『志庵』 - 10월 28일 - 야이다 히토미 『i/flancy』 11월 - 11월 4일 - 쿠라키 마이 『FAIRY TALE』 - 11월 11일 - 야마시타 타츠로 『Rarities』 - 11월 18일 - 나카시마 미카 『RESISTANCE』 - 11월 25일 - 나카시마 미카 『RESISTANCE』 (2주 연속) 12월 - 12월 2일 - CHAGE and ASKA 『STAMP』 - 12월 9일 - 쿠와타 케이스케 『Top of the Pops』 (12월 앨범차트 1위) - 12월 16일 - 쿠와타 케이스케 『Top of the Pops』 (2주 연속) - 12월 23일 - B'z 『The Ballads 〜Love & B'z〜』 - 12월 30일 - 하마사키 아유미 『RAINBOW』 |

#### 2003년
| 1월 - 1월 6일 - (미발표) - 1월 13일 - 하마사키 아유미 『RAINBOW』 (2주 연속) - 1월 20일 - CHEMISTRY 『Second To None』 (2003년 앨범차트 1위) (2003년 1월 1위) - 1월 27일 - CHEMISTRY 『Second To None』 (2주 연속) 2월 - 2월 3일 - 히라이 켄 『LIFE is...』 - 2월 10일 - 보아 『VALENTI』 (2003년 2월 1위) - 2월 17일 - 보아 『VALENTI』 (2주 연속) - 2월 24일 - EXILE 『Styles Of Beyond』 3월 - 3월 3일 - 시이나 링고 『加爾基 精液 栗ノ花』 - 3월 10일 - 시이나 링고 『加爾基 精液 栗ノ花』 (2주 연속) - 3월 17일 - t.A.T.u. 『200KM/h In The Wrong Lane』 (2003년 4월 1위) - 3월 24일 - 하마사키 아유미 『A BALLADS』 (2003년 3월 1위) - 3월 31일 - 유즈 『すみれ』 4월 - 4월 7일 - 모닝구무스메 『No.5』 - 4월 14일 - Every Little Thing 『Many Pieces』 - 4월 21일 - t.A.T.u. 『200KM/h In The Wrong Lane』 (통산 2주) - 4월 28일 - HY 『Street Story』 (2003년 5월 1위) 5월 - 5월 5일 - HY 『Street Story』 - 5월 12일 - HY 『Street Story』 - 5월 19일 - HY 『Street Story』 (4주 연속) - 5월 26일 - 나가부치 쓰요시 『Keep On Fighting』 6월 - 6월 2일 - t.A.T.u. 『200KM/h In The Wrong Lane』 (통산 3주) - 6월 9일 - 『8 Mile ~Music from and Inspired by the Motion Picture~』 - 6월 16일 - 『8 Mile ~Music from and Inspired by the Motion Picture~』 (2주 연속) - 6월 23일 - 메탈리카 『St. Anger』 - 6월 30일 - CHEMISTRY 『Between the Lines』 (2003년 6월 1위) | 7월 - 7월 7일 - SMAP 『SMAP 016 / MIJ』 (2003년 7월 1위) - 7월 14일 - CHEMISTRY 『Between the Lines』 (통산 2주) - 7월 21일 - 쿠라키 마이 『If I Believe』 - 7월 28일 - RIP SLYME 『TIME TO GO』 8월 - 8월 4일 - Dragon Ash 『HARVEST』 (2003년 8월 1위) - 8월 11일 - 유즈 『ゆずスマイル』 - 8월 18일 - V6 『∞ INFINITY ~LOVE & LIFE~』 - 8월 25일 - 여자12악방 『女子十二樂坊 ~Beautiful Energy~』 (2003년 9월 1위) 9월 - 9월 1일 - 여자12악방 『女子十二樂坊 ~Beautiful Energy~』 (2주 연속) - 9월 8일 - 후쿠야마 마사하루 『fukuyama masaharu MAGNUM COLLECTION "SLOW"』 - 9월 15일 - 하지메 지토세 『ノマド·ソウル』 - 9월 22일 - Every Little Thing 『Every Best Single 2』 - 9월 29일 - B'z 『BIG MACHINE』 10월 - 10월 6일 - 로드 오브 메이저 『ROAD OF MAJOR』 - 10월 13일 - 게쓰메이시 『ケツノポリス3』 (2003년 10월 1위) - 10월 20일 - 게쓰메이시 『ケツノポリス3』 (2주 연속) - 10월 27일 - 아이우치 리나 『A.I.R』 11월 - 11월 3일 - KinKi Kids 『G album -24/7-』 - 11월 10일 - 타케우치 마리야 『Longtime Favorites』 - 11월 17일 - 나카시마 미카 『LOVE』 (2003년 11월 1위) - 11월 24일 - 나카시마 미카 『LOVE』 (2주 연속) 12월 - 12월 1일 - KICK THE CAN CREW 『Best Album 2001-2003』 - 12월 8일 - aiko 『暁のラブレター』 - 12월 15일 - EXILE 『EXILE ENTERTAINMENT』 (2003년 12월 1위) - 12월 22일 - EXILE 『EXILE ENTERTAINMENT』 (2주 연속) - 12월 29일 - 하마사키 아유미 『Memorial address』 |

#### 2004년
| 1월 - 1월 5일 - (미발표) - 1월 12일 - 쿠라키 마이 『Wish You The Best』 (2004년 1월 1위) - 1월 19일 - 쿠라키 마이 『Wish You The Best』 (2주 연속) - 1월 26일 - 보아 『LOVE & HONESTY』 2월 - 2월 2일 - 보아 『LOVE & HONESTY』 (2주 연속) - 2월 9일 - 퀸 『Queen Jewels ~Very Best of Queen~』 (2004년 2월 1위) - 2월 16일 - 퀸 『Queen Jewels ~Very Best of Queen~』 - 2월 23일 - 퀸 『Queen Jewels ~Very Best of Queen~』 (3주 연속) 3월 - 3월 1일 - CHEMISTRY 『One×One』 (2004년 3월 1위) - 3월 8일 - CHEMISTRY 『One×One』 (2주 연속) - 3월 15일 - 여자12악방 『輝煌 ~Shining Energy~』 - 3월 22일 - Every Little Thing 『commonplace』 - 3월 29일 - 스피츠 『色色衣』 4월 - 4월 5일 - 『BLUE ~A TRIBUTE TO YUTAKA OZAKI~』 - 4월 12일 - 우타다 히카루 『Utada Hikaru SINGLE COLLECTION VOL.1』 (2004년 앨범차트 1위) (2004년 4월 1위) - 4월 19일 - Mr.Children 《シフクノオト》 - 4월 26일 - 우타다 히카루 『Utada Hikaru SINGLE COLLECTION VOL.1』 5월 - 5월 3일 - 우타다 히카루 『Utada Hikaru SINGLE COLLECTION VOL.1』 - 5월 10일 - 우타다 히카루 『Utada Hikaru SINGLE COLLECTION VOL.1』 - 5월 17일 - 우타다 히카루 『Utada Hikaru SINGLE COLLECTION VOL.1』 (4주 연속, 통산 5주) - 5월 24일 - 에이브릴 라빈 『Under My Skin』 (2004년 5월 1위) - 5월 31일 - 에이브릴 라빈 『Under My Skin』 (2주 연속) 6월 - 6월 7일 - 모리야마 나오타로 『新たなる香辛料を求めて』 (2004년 6월 1위) - 6월 14일 - 모리야마 나오타로 『新たなる香辛料を求めて』 - 6월 21일 - 모리야마 나오타로 『新たなる香辛料を求めて』 (3주 연속) - 6월 28일 - MISIA 『MISIA Love & Ballads ~The Best Ballade Collection~』 | 7월 - 7월 5일 - TMG 『TMG I』 - 7월 12일 - nobodyknows+ 『Do You Know?』 (2004년 7월 1위) - 7월 19일 - nobodyknows+ 『Do You Know?』 (2주 연속) - 7월 26일 - HY 『TRUNK』 8월 - 8월 2일 - 아라시 『いざッ、Now』 - 8월 9일 - 포르노그라피티 『PORNO GRAFFITTI BEST RED'S』 (2004년 8월 1위) - 8월 16일 - 포르노그라피티 『PORNO GRAFFITTI BEST RED'S』 (2주 연속) - 8월 23일 - 마키하라 노리유키 『Explorer』 - 8월 30일 - 도모토 츠요시 『[síː]』 9월 - 9월 6일 - BUMP OF CHICKEN 『ユグドラシル』 - 9월 13일 - TOKIO 『TOK10』 - 9월 20일 - UtaDA 『EXODUS』 (2004년 9월 1위) - 9월 27일 - 유즈 『1 ~ONE~』 10월 - 10월 4일 - 이나바 코시 『Peace of Mind』 - 10월 11일 - EXILES 『HEART of GOLD 〜STREET FUTURE OPERA BEAT POPS〜』 (2004년 10월 1위) - 10월 18일 - EXILES 『HEART of GOLD 〜STREET FUTURE OPERA BEAT POPS〜』 (2주 연속) - 10월 25일 - 『鋼の錬金術師 Complete Best』 11월 - 11월 1일 - ASIAN KUNG-FU GENERATION 『Sol-fa』 - 11월 8일 - ASIAN KUNG-FU GENERATION Sol-fa (2주 연속) - 11월 15일 - 브리트니 스피어스 『Greatest Hits: My Prerogative』 - 11월 22일 - 아라시 『5×5 THE BEST SELECTION OF 2002←2004』 - 11월 29일 - 오오츠카 아이 『LOVE JAM』 12월 - 12월 6일 - 히라이 켄 『SENTIMENTALovers』 - 12월 13일 - 오렌지 렌지 『musiQ』 (2005년 앨범차트 1위) (2004년 12월 1위) - 12월 20일 - 오렌지 렌지 『musiQ』 (2주 연속) - 12월 27일 - 하마사키 아유미 『My Story』 |

#### 2005년
| 1월 - 1월 3일 - KinKi Kids 『KinKi Single Selection II』 - 1월 10일 - (미발표) - 1월 17일 - EXILE 『PERFECT BEST』 (2005년 1월 1위) - 1월 24일 - 스피츠 『スーベニア』 - 1월 31일 - GLAY 『WHITE ROAD -Ballad Best Singles-』 2월 - 2월 7일 - CHEMISTRY 『Hot Chemistry』 - 2월 14일 - 보아 『BEST OF SOUL』 (2005년 2월 1위) - 2월 21일 - LOVE PSYCHEDELICO 『Early Times』 - 2월 28일 - LOVE PSYCHIDELICO 『Early Times』 (2주 연속) 3월 - 3월 7일 - YUKI 《Joy》 - 3월 14일 - aiko 『夢の中のまっすぐな道』 (2005년 3월 1위) - 3월 21일 - 나카시마 미카 『MUSIC』 - 3월 28일 - 나카시마 미카 『MUSIC』 (2주 연속) 4월 - 4월 4일 - Def Tech 『Def Tech』 (2005년 5월 1위) - 4월 11일 - Def Tech 『Def Tech』 (2주 연속) - 4월 18일 - B'z 『THE CIRCLE』 (2005년 4월 1위) - 4월 25일 - ZONE 『E ~Complete A side Singles~』 5월 - 5월 2일 - 포르노그라피티 『THUMPχ』 - 5월 9일 - NEWS 『touch』 - 5월 16일 - Def Tech 『Def Tech』 (통산 3주) - 5월 23일 - 타마키 나미 『Make Progress』 - 5월 30일 - Def Tech 『Def Tech』 (통산 4주) 6월 - 6월 6일 - 오아시스 『Don't Believe the Truth』 - 6월 13일 - w-inds. 『ageha』 - 6월 20일 - 유즈 『Home [1997-2000]』 - 6월 27일 - 오다 카즈마사 『そうかな』 | 7월 - 7월 4일 - L'Arc~en~Ciel 『AWAKE』 - 7월 11일 - 게쓰메이시 『ケツノポリス4』 (2005년 7월 1위) - 7월 18일 - 게쓰메이시 『ケツノポリス4』 - 7월 25일 - 게쓰메이시 『ケツノポリス4』 (3주 연속) 8월 - 8월 1일 - 스키마스위치 『空創クリップ』 - 8월 8일 - SMAP 『SAMPLE BANG!』 (2005년 8월 1위) - 8월 15일 - 아라시 『One』 - 8월 22일 - O-Zone 『DISCO-ZONE 〜恋のマイアヒ〜』 - 8월 29일 - O-Zone 『DISCO-ZONE 〜恋のマイアヒ〜』 (2주 연속) 9월 - 9월 5일 - m-flo 『BEAT SPACE NINE』 - 9월 12일 - RIP SLYME 『グッジョブ!』 (2005년 9월 1위) - 9월 19일 - Dragon Ash 『Río de Emoción』 - 9월 26일 - 본 조비 『Have a Nice Day』 10월 - 10월 3일 - Mr.Children 『I ♥ U』 - 10월 10일 - 코다 쿠미 『BEST~first things~』 (2005년 10월 1위) - 10월 17일 - 사잔 올 스타즈 『キラーストリート』 - 10월 24일 - ORANGE RANGE 『ИATURAL』 - 10월 31일 - ORANGE RANGE 『ИATURAL』 (2주 연속) 11월 - 11월 7일 - 데스티니스 차일드 『#1's』 (2005년 11월 1위) - 11월 14일 - 『機動戦士ガンダムSEED DESTINY COMPLETE BEST』 - 11월 21일 - BENNIE K 『Japana-rhythm』 - 11월 28일 - KinKi Kids 『H album -H・A・N・D-』 12월 - 12월 5일 - 히라이 켄 『Ken Hirai 10th Anniversary Complete Single Collection ’95-’05“歌バカ”》 (2006년 앨범차트 1위) (2005년 12월 1위) - 12월 12일 - B'z 『B'z The Best "Pleasure II"』 - 12월 19일 - 나카시마 미카 『BEST』 - 12월 26일 - 오오츠카 아이 『LOVE COOK』 |

#### 2006년
| 1월 - 1월 2일 - 코부쿠로 『NAMELESS WORLD』 - 1월 9일 - (미발표) - 1월 16일 - 하마사키 아유미 『(miss)understood』 (2006년 1월 1위) - 1월 23일 - 도모토 코이치 『KOICHI DOMOTO Endless SHOCK Original Sound Track』 - 1월 30일 - 유즈 『リボン』 2월 - 2월 6일 - 동경사변 『大人(アダルト)』 - 2월 13일 - KREVA 『愛・自分博』 - 2월 20일 - Aqua Timez 『空いっぱいに奏でる祈り』 (2006년 2월 1위) - 2월 27일 - 보아 『OUTGROW』 3월 - 3월 6일 - DREAMS COME TRUE 『THE LOVE ROCKS』 - 3월 13일 - ENDLICHERI☆ENDLICHERI 『Coward』 - 3월 20일 - 코다 쿠미 『BEST~second session~LIMITED EDITION』 (2006년 3월 1위) - 3월 27일 - 코다 쿠미 『BEST~second session~LIMITED EDITION』 (2주 연속) 4월 - 4월 3일 - KAT-TUN 『Best of KAT-TUN』 (2006년 4월 1위) - 4월 10일 - EXILE 『ASIA』 - 4월 17일 - 스피츠 『CYCLE HIT 1991-1997 Spitz Complete Single Collection』 - 4월 24일 - HY 『Confidence Confident Version』 5월 - 5월 1일 - HY 『Confidence Confident Version』 (2주 연속) - 5월 8일 - Def Tech 『Catch The Wave』 (2006년 5월 1위) - 5월 15일 - Def Tech 『Catch The Wave』 (2주 연속) - 5월 22일 - 레드 핫 칠리 페퍼스 『Stadium Arcadium』 - 5월 29일 - 레미오로멘 『HORIZON』 6월 - 6월 5일 - 레미오로멘 『HORIZON』 - 6월 12일 - 레미오로멘 『HORIZON』 (3주 연속) - 6월 19일 - T.M.Revolution 『1000000000000』 - 6월 26일 - 우타다 히카루 『ULTRA BLUE』 (2006년 6월 1위) | 7월 - 7월 3일 - 우타다 히카루 『ULTRA BLUE』 (2주 연속) - 7월 10일 - B'z 『MONSTER』 (2006년 7월 1위) - 7월 17일 - 아라시 『ARASHIC』 - 7월 24일 - 타마키 나미 『Speciality』 - 7월 31일 - MEGARYU 『我流旋風』 8월 - 8월 7일 - SMAP 『Pop Up! SMAP』 (2006년 8월 1위) - 8월 14일 - V6 『Very best II』 - 8월 21일 - Every Little Thing 『Crispy Park』 - 8월 28일 - 『ビューティフル・ソングス～ココロ デ キク ウタ～』 9월 - 9월 4일 - aiko 『彼女』 (2006년 9월 1위) - 9월 11일 - 쇼난노카제 『湘南乃風 ～Riders High～』 - 9월 18일 - YUKI 『Wave』 - 9월 25일 - 도모토 코이치 『mirror』 10월 - 10월 2일 - SEAMO 『Life Goes On』 - 10월 9일 - 코부쿠로 『ALL SINGLES BEST』 (2006년 10월 1위) - 10월 16일 - 코부쿠로 『ALL SINGLES BEST』 - 10월 23일 - 코부쿠로 『ALL SINGLES BEST』 - 10월 30일 - 코부쿠로 『ALL SINGLES BEST』 (4주 연속) 11월 - 11월 6일 - ZARD 『Golden Best~15th Anniversary~』 - 11월 13일 - 아야카 『First Message』 (2006년 11월 1위) - 11월 20일 - ELLEGARDEN 『ELEVEN FIRE CRACKERS』 - 11월 27일 - 오아시스 『Stop the Clocks』 12월 - 12월 4일 - CHEMISTRY 『ALL THE BEST』 - 12월 11일 - 하마사키 아유미 『Secret』 (2006년 12월 1위) - 12월 18일 - 후쿠야마 마사하루 『5年モノ』 - 12월 25일 - KinKi Kids 『I album -iD-』 |

#### 2007년
| 1월 - 1월 1일 - 코다 쿠미 『Black Cherry』 (2007년 1월 1위) - 1월 8일 - (미발표) - 1월 15일 - 코다 쿠미 『Black Cherry』 - 1월 22일 - 코다 쿠미 『Black Cherry』 (3주 연속) - 1월 29일 - 보아 『MADE IN TWENTY (20)』 2월 - 2월 5일 - 이토 유나 『HEART』 (2007년 2월 1위) - 2월 12일 - GLAY 『LOVE IS BEAUTIFUL』 - 2월 19일 - 기무라 카에라 『Scratch』 - 2월 26일 - 기무라 카에라 『Scratch』 (2주 연속) 3월 - 3월 5일 - 시이나 링고X사이토 네코 『平成風俗』 - 3월 12일 - 하마사키 아유미 『A BEST 2-WHITE-』 - 3월 19일 - EXILE 『EXILE EVOLUTION』 - 3월 26일 - Mr.Children 『Home』 (2007년 앨범차트 1위) (2007년 3월 1위) 4월 - 4월 2일 - Mr.Children 『Home』 (2주 연속) - 4월 9일 - 오오츠카 아이 『愛 am BEST』 (2007년 4월 1위) - 4월 16일 - YUI 『CAN'T BUY MY LOVE』 - 4월 23일 - YUI 『CAN'T BUY MY LOVE』 (2주 연속) - 4월 30일 - KAT-TUN 『cartoon KAT-TUN II You』 5월 - 5월 7일 - 에이브릴 라빈 『The Best Damn Thing』 - 5월 14일 - mihimaru GT 『THE BEST of mihimaru GT』 - 5월 21일 - Mr.Children 『B-SIDE』 (2007년 5월 1위) - 5월 28일 - 린킨파크 『Minutes to Midnight』 6월 - 6월 4일 - 타케우치 마리야 『Denim』 (2007년 6월 1위) - 6월 11일 - 타케우치 마리야 『Denim』 (2주 연속) - 6월 18일 - 칸쟈니∞ 『KJ2 ズッコケ大脱走』 - 6월 25일 - 본 조비 『Lost Highway』 | 7월 - 7월 2일 - 크리스탈 케이 『ALL YOURS』 - 7월 9일 - 아무로 나미에 『PLAY』 (2007년 7월 1위) - 7월 16일 - 아무로 나미에 『PLAY』 (2주 연속) - 7월 23일 - 아라시 『Time』 - 7월 30일 - KinKi Kids 『39』 8월 - 8월 6일 - ORANGE RANGE 『RANGE』 - 8월 13일 - 스키마스위치 『グレイテスト･ヒッツ』 (2007년 8월 1위) - 8월 20일 - 스키마스위치 『グレイテスト･ヒッツ』 (2주 연속) - 8월 27일 - 도쿠나가 히데아키 『VOCALIST 3』 9월 - 9월 3일 - 도쿠나가 히데아키 『VOCALIST 3』 (2주 연속) - 9월 10일 - 게쓰메이시 『ケツノポリス5』 (2007년 9월 1위) - 9월 17일 - 게쓰메이시 『ケツノポリス5』 (2주 연속) - 9월 24일 - V6 『Voyager』 10월 - 10월 1일 - 안젤라 아키 『TODAY』 - 10월 8일 - 오오츠카 아이 『LOVE PiECE』 (2007년 10월 1위) - 10월 15일 - YUKI 『Single Collection "five-star"』 - 10월 22일 - 스피츠 『さざなみCD』 - 10월 29일 - 타키 & 츠바사 『タキツバベスト』 11월 - 11월 5일 - 백스트리트 보이즈 『Unbreakable』 (2007년 11월 1위) - 11월 12일 - 백스트리트 보이즈 『Unbreakable』 (2주 연속) - 11월 19일 - NEWS 『pacific』 - 11월 26일 - KinKi Kids 『Ø』 12월 - 12월 3일 - L'Arc~en~Ciel 『KISS』 - 12월 10일 - 오다 카즈마사 『自己ベスト-2』 - 12월 17일 - B'z 『ACTION』 - 12월 24일 - EXILE 『EXILE LOVE』 (2008년 앨범차트 1위) (2007년 12월 1위) - 12월 31일 - 코부쿠로 『5296』 (2008년 1월 1위) |

#### 2008년
| 1월 - 1월 7일 - (미발표) - 1월 14일 - 코부쿠로 『5296』 - 1월 21일 - 코부쿠로 『5296』 (3주 연속) - 1월 28일 - Bank Band 『沿志奏逢2』 2월 - 2월 4일 - ZARD 『ZARD Request Best ~beautiful memory~』 - 2월 11일 - 코다 쿠미 『Kingdom』 (2008년 2월 1위) - 2월 18일 - 코다 쿠미 『Kingdom』 (2주 연속) - 2월 25일 - m-flo 『Award SuperNova -Loves Best-』 3월 - 3월 3일 - the brilliant green 『complete single collection '97-'08』 - 3월 10일 - 보아 『THE FACE』 - 3월 17일 - ASIAN KUNG-FU GENERATION 『ワールド ワールド ワールド』 - 3월 24일 - 시바사키 코우 『Single Best』 - 3월 31일 - 우타다 히카루 『HEART STATION』 (2008년 3월 1위) 4월 - 4월 7일 - EXILE 『EXILE CATCHY BEST』 (2008년 4월 1위) - 4월 14일 - EXILE 『EXILE CATCHY BEST』 (2주 연속) - 4월 21일 - YUI 『I LOVED YESTERDAY』 - 4월 28일 - Perfume 『GAME』 5월 - 5월 5일 - 아라시 『Dream "A" live』 (2008년 5월 1위) - 5월 12일 - 마돈나 『Hard Candy』 - 5월 19일 - 마돈나 『Hard Candy』 (2주 연속) - 5월 26일 - Superfly 『Superfly』 6월 - 6월 2일 - Superfly 『Superfly』 (2주 연속) - 6월 9일 - mihimaru GT 『mihimarise』 - 6월 16일 - KAT-TUN 『KAT-TUN III -QUEEN OF PIRATES-』 - 6월 23일 - 히무로 교스케 『20th Anniversary ALL SINGLES COMPLETE BEST “JUST MOVIN’ ON”～ALL THE-S-HIT～』 - 6월 30일 - B'z 『B'z The Best "ULTRA Pleasure"』 (2008년 6월 1위) | 7월 - 7월 7일 - GReeeeN 『あっ、ども。おひさしぶりです。』 (2008년 7월 1위) - 7월 14일 - GReeeeN 『あっ、ども。おひさしぶりです。』 (2주 연속) - 7월 21일 - ORANGE RANGE 『PANIC FANCY』 - 7월 28일 - 키마구렌 『ZUSHI』 8월 - 8월 4일 - EXILE 『EXILE ENTERTAINMENT BEST』 - 8월 11일 - 아무로 나미에 『BEST FICTION』 (2008년 8월 1위) - 8월 18일 - 아무로 나미에 『BEST FICTION』 - 8월 25일 - 아무로 나미에 『BEST FICTION』 9월 - 9월 1일 - 아무로 나미에 『BEST FICTION』 - 9월 8일 - 아무로 나미에 『BEST FICTION』 - 9월 15일 - 아무로 나미에 『BEST FICTION』 (6주 연속) - 9월 22일 - 하마사키 아유미 『A COMPLETE ~ALL SINGLES~』 (2008년 9월 1위) - 9월 29일 - B'z 『B'z The Best "ULTRA Treasure"』 10월 - 10월 6일 - SMAP 『super.modern.artistic.performance』 - 10월 13일 - 타케우치 마리야 『Expressions』 (2008년 10월 1위) - 10월 20일 - 타케우치 마리야 『Expressions』 - 10월 27일 - 타케우치 마리야 『Expressions』 (3주 연속) 11월 - 11월 3일 - 헥사곤올스타즈 『WE LOVE ヘキサゴン』 (2008년 11월 1위) - 11월 10일 - 포르노그라피티 『PORNO GRAFFITTI BEST ACE』 - 11월 17일 - 카토 미리야 『BEST DESTINY』 - 11월 24일 - YUI 『MY SHORT STORIES』 12월 - 12월 1일 - NEWS 『color』 - 12월 8일 - 나카시마 미카 『VOICE』 - 12월 15일 - EXILE 『EXILE BALLAD BEST』 (2008년 12월 1위) - 12월 22일 - Mr.Children 『Supermarket Fantasy』 - 12월 29일 - Mr.Children 『Supermarket Fantasy』 (2주 연속) |

#### 2009년
| 1월 - 1월 5일 - (미발표) - 1월 12일 - 이키모노가카리 『My song Your song』 (2009년 1월 1위) - 1월 19일 - EXILE 『EXILE BALLAD BEST』 (통산 2주) - 1월 26일 - 『CODE GEASS COMPLETE BEST』 2월 - 2월 2일 - 쿠라키 마이 『touch Me!』 - 2월 9일 - 코다 쿠미 『TRICK』 (2009년 2월 1위) - 2월 16일 - 코다 쿠미 『TRICK』 (2주 연속) - 2월 23일 - 아오야마 텔마 『LOVE!~THELMA LOVE SONG COLLECTION~』 3월 - 3월 2일 - UNICORN 『シャンブル』 - 3월 9일 - 안젤라 아키 『ANSWER』 - 3월 16일 - FUNKY MONKEY BABYS 『ファンキーモンキーベイビーズ3』 - 3월 23일 - 레미오로멘 『レミオベスト』 (2009년 3월 1위) - 3월 30일 - DREAMS COME TRUE 『DO YOU DREAMS COME TRUE?』 4월 - 4월 6일 - 하마사키 아유미 『NEXT LEVEL』 (2009년 4월 1위) - 4월 13일 - DREAMS COME TRUE 『DO YOU DREAMS COME TRUE?』 (통산 2주) - 4월 20일 - 쇼난노카제 『湘南乃風 ~JOKER~』 - 4월 27일 - 칸쟈니∞ 『PUZZLE』 5월 - 5월 4일 - 츠루노 타케시 『つるのうた』 - 5월 11일 - KAT-TUN 『Break the Records -by you & for you-』 (2009년 5월 1위) - 5월 18일 - 토쿠나가 히데아키 『WE ALL』 - 5월 25일 - 그린 데이 『21st Century Breakdown』 6월 - 6월 1일 - 에미넴 『Relapse (Deluxe Edition)』 - 6월 8일 - the HIATUS 『Trash We'd Love』 - 6월 15일 - 미즈키 나나 『ULTIMATE DIAMOND』 - 6월 22일 - GReeeeN 『塩、コショウ』 (2009년 6월 1위) - 6월 29일 - GReeeeN 『塩、コショウ』 (2주 연속) | 7월 - 7월 6일 - 시이나 링고 『三文ゴシップ』 - 7월 13일 - 후쿠야마 마사하루 『残響』 (2009년 7월 1위) - 7월 20일 - Perfume 『⊿』 - 7월 27일 - 테고마스 『テゴマスのうた』 8월 - 8월 3일 - 『放課後ティータイム』 - 8월 10일 - Coming Century 『Hello-Goodbye』 - 8월 17일 - 코부쿠로 『CALLING』 - 8월 24일 - 코부쿠로 『CALLING』 (2주 연속) - 8월 31일 - 아라시 『All the BEST! 1999-2009』 (2009년 앨범차트 1위) (2009년 8·9월 1위) 9월 - 9월 7일 - 아라시 『All the BEST! 1999-2009』 (2주 연속) - 9월 14일 - Superfly 『Box Emotions』 - 9월 21일 - 쿠라키 마이 『All My Best』 - 9월 28일 - AI 『BEST A.I.』 10월 - 10월 5일 - 아야카 『ayaka's History 2006-2009』 (2009년 10월 1위) - 10월 12일 - 아야카 『ayaka's History 2006-2009』 (2주 연속) - 10월 19일 - 유즈 『FURUSATO』 - 10월 26일 - Aqua Timez 『The BEST of Aqua Timez』 11월 - 11월 2일 - GLAY 『THE GREAT VACATION VOL.2~SUPER BEST OF GLAY~』 - 11월 9일 - 마이클 잭슨 『Michael Jackson's This Is It』 - 11월 16일 - 본 조비 『The Circle』 - 11월 23일 - 오오츠카 아이 『LOVE is BEST』 - 11월 30일 - B'z 『MAGIC』 (2009년 11월 1위) 12월 - 12월 7일 - GReeeeN 『いままでのA面、B面ですと!?』 - 12월 14일 - EXILE 『愛すべき未来へ』 (2009년 12월 1위) - 12월 21일 - KinKi Kids 『J album』 - 12월 28일 - 아무로 나미에 『PAST<FUTURE』 |